# Alberta Hunter
Alberta Hunter fue una cantante de blues y jazz nacida en Memphis el 1 de abril de 1895, murió el 17 de octubre de 1984 en Nueva York.

## Historia
Considerada una de las mejores representantes del estilo junto a Ma Rainey, Bessie Smith y Ethel Waters con quien trabajó en el Teatro Empire en 1940.
En 1917 hizo exitosas giras por Londres y París. Se estableció en Chicago pero en 1928 trabajo junto a Paul Robeson en el primer Show Boat en Londres y en París reemplazo brevemente a Josephine Baker.
En 1938 regresó a los Estados Unidos con el advenimiento del fascismo en Europa y se ofreció como voluntaria en la Segunda Guerra Mundial entreteniendo a las tropas en Casablanca y años más tarde en Corea.
En 1954 trabajó en Broadway junto a Eartha Kitt pero a la muerte de su madre, se retiró abruptamente del canto y se dedicó a la enfermería.
Retornó después de diez años a instancias de Chris Albertson.
Cuando en 1977 se jubila como enfermera, es invitada por Barney Josephson para actuar en su local "La Cocina". Su éxito hizo que de una actuación programada para dos semanas se pasase a un calendario abierto devolviéndole la popularidad a los 82 años de edad.
Aunque casada mantuvo relación homosexual con Lottie Tyler, sobrina del entonces famoso actor de vaudeville Bert Williams (1875-1922).
Hizo giras por Europa y Sudamérica y cantó hasta días antes de su muerte en el Cookery Club de Greenwich Village.
Su vida ha sido reflejada en el documental Alberta Hunter: My Castle's Rockin'de Stuart Goldman, 1988.